# Pascal Lissouba
Pascal Lissouba (ur. 15 listopada 1931 w Tsinguidi, zm. 24 sierpnia 2020 w Perpignan) – kongijski polityk, premier Konga od 24 grudnia 1963 do 15 kwietnia 1966, pierwszy demokratycznie wybrany prezydent Konga od 31 sierpnia 1992 do 25 października 1997.

## Życiorys
Absolwent Liceum Felix Faure (1948–1952) w Nicei, École Supérieure d'Agriculture w Tunisie i Uniwersytetu Paryskiego (1958–1961).
Zaraz po ukończeniu studiów, w latach 1961–1963 został zatrudniony w Ministerstwie Rolnictwa (1961-63), w grudniu 1963 został mianowany premierem i sprawował ten urząd do kwietnia 1966. Po obaleniu Alphonse Massamba-Débata w 1968 roku, mimo odsunięcia od życia politycznego, Lissouba pozostał członkiem rządu. W 1973 roku został aresztowany, a następnie uniewinniony za udział w nieudanym zamachu stanu. W 1977 roku – po zabójstwie prezydenta – został aresztowany, a potem uniewinniony z zarzutów o udział w nieudanym zamachu stanu w 1973. Mimo to został aresztowany i skazany na dożywocie za udział w zabójstwie. W 1979 został zwolniony, lecz musiał opuścić kraj i do 1990 przebywał na wygnaniu we Francji. We Francji był profesorem na Uniwersytecie w Paryżu, a następnie pracował dla UNESCO w Paryżu i Nairobi. Po odsunięciu od władzy prezydenta Denisa Sassou-Nguesso powrócił do ojczyzny i w sierpniu 1992 został wybrany nowym prezydentem Konga, pokonując w II turze wyborów Bernarda Kosélasa.
Kolélas stanął wówczas na czele opozycyjnej koalicji Unii na rzecz Odnowy Demokracji (URD), w skład której wchodziła MCCDI i PCT z Denisem Sassou-Nguesso. Konflikt między pierwszym demokratycznym prezydentem Lissoubą a opozycją rozgorzał na przełomie maja i czerwca 1993, kiedy to w zamieszkach śmierć poniosło 2000 osób. W styczniu 1994 wojsko zablokowało dzielnicę Bacongo w stolicy kraju, w której mieszkał Kolélas i mieściła się siedziba powołanej przez niego milicji Ninja. Zbrojną konfrontacje przerwało porozumienie z 30 stycznia 1994. Publiczne pojednanie między Kolélasem a prezydentem Lissoubą, do którego doszło w czerwcu 1994, zaowocowało w lipcu 1994 powołaniem go na stanowisko burmistrza Brazzaville.
Lissouba i jego polityczny partner Bernard Kolélas byli zmuszeniu do ucieczki z kraju, kiedy 14 października 1997 bojówki kierowane przez Sassou-Nguesso i wspierające ich siły Angoli przejęły kontrolę nad Brazzaville. Dzień później Sassou-Nguesso ogłosił zniesienie urzędu premiera i obalenie prezydenta Pascala Lissouby. Od tego czasu przebywał na emigracji w Londynie. Chciał powrócić do kraju i wystartować w wyborach w 2002 roku, jednak w grudniu 2001 roku został postawiony przed sądem w Brazzaville w trybie zaocznym i skazany na 30 lat obozu pracy za zdradę i korupcję.